# Középeurópai Hobo Blues
A Középeurópai Hobo Blues a  magyar Hobo Blues Band blueszenekar első nagylemeze.

## Számok
1. Operett – 3:17
2. Leples bitang – 3:52
3. Édes otthon – 2:52
4. Hey Joe – 9:38
5. Ki vagyok én? – 6:10
6. Rózsadomb blues – 5:21
7. Mindenki sztár – 3:49
8. Középeurópai Hobo Blues II. – 3:48

### Bónusz dalok (1993-as újrakiadás)
1. Rolling Stones blues – 5:18
2. 3:20-as blues – 4:26

## Közreműködők
- Deák Bill Gyula – ének
- Földes László – ének
- Kőrös József – gitár, ruhatervek
- Pálmai Zoltán – ütőhangszerek
- Póka Egon – basszusgitár, gitár, billentyűs hangszerek
- Szénich János – gitár
- Presser Gábor – zongora, szájharmonika
- Éri Péter – tambura
- Középeurópa Kórus: Ménes Ágnes, Éri Márton, Komárik Anna, Csoóri Sándor, Éri Péter, Gáti György, Morcz Csaba, Papp Zoltán, Riba József, Unoka Zsolt, Vértes György, Zsolnay Csaba
  - Karigazgató: Földes László